# Campionati mondiali di badminton 1987
I campionati mondiali di badminton 1987 sono stati la quinta edizione dei campionati mondiali di badminton.
La competizione si è svolta dal 18 al 24 maggio a Pechino, in Cina.

## Medagliere
| Posiz. | Nazione       | Oro | Argento | Bronzo | Totale |
| ------ | ------------- | --- | ------- | ------ | ------ |
| 1      | Cina          | 5   | 2       | 4      | 11     |
| 2      | Corea del Sud | 0   | 1       | 3      | 4      |
| 3      | Danimarca     | 0   | 1       | 1      | 2      |
| 4      | Malaysia      | 0   | 1       | 0      | 1      |
| 5      | Indonesia     | 0   | 0       | 1      | 1      |
| 5      | Inghilterra   | 0   | 0       | 1      | 1      |

## Podi
| Evento              | Oro                       | Argento                        | Bronzo                               |
| Singolare maschile  | Yang Yang                 | Morten Frost                   | Zhao Jianhua                         |
| Singolare maschile  | Yang Yang                 | Morten Frost                   | Icuk Sugiarto                        |
| Singolare femminile | Han Aiping                | Li Lingwei                     | Zheng Yuli                           |
| Singolare femminile | Han Aiping                | Li Lingwei                     | Gu Jiaming                           |
| Doppio maschile     | Li Yongbo Tian Bingyi     | Jalani Sidek Razif Sidek       | Jens Peter Nierhoff Michael Kjeldsen |
| Doppio maschile     | Li Yongbo Tian Bingyi     | Jalani Sidek Razif Sidek       | Park Joo-bong Kim Moon-soo           |
| Doppio femminile    | Lin Ying Guan Weizhen     | Li Lingwei Han Aiping          | Kim Yun-ja Chung So-young            |
| Doppio femminile    | Lin Ying Guan Weizhen     | Li Lingwei Han Aiping          | Chung Myung-hee Hwang Hye-young      |
| Doppio misto        | Wang Pengren Shi Fangjing | Lee Deuk-choon Chung Myung-hee | Martin Dew Gillian Gilks             |
| Doppio misto        | Wang Pengren Shi Fangjing | Lee Deuk-choon Chung Myung-hee | He Yiming Yang Xinfang               |